# Golf & Countryclub Geijsteren
Golf & Countryclub Geijsteren (ook bekend als G&CC Geijsteren) is gelegen op het Landgoed Geijsteren in Limburg. De club werd in 1974 opgericht en is daarmee een van de oudste van de golfclubs die na de oorlog nieuw werden aangelegd.
De baan van G&CC Geijsteren heeft 18 holes, waarvan dertien holes zich in een bosgebied bevinden. De laatste vijf holes beschikken over veel waterhindernissen. Mede daardoor zijn er veel vogels op de baan. De baan wordt onderhouden onder leiding van Erik Wijnhoven, de headgreenkeeper van G&CC Geijsteren. Hierdoor is de baan het grootste deel van het jaar in topvorm. Vooral tijdens het NK Matchplay ligt de baan er altijd prachtig bij met erg snelle greens.
G&CC Geijsteren beschikt over enkele oefenfaciliteiten waaronder een drivingrange die gedeeltelijk overdekt is, een puttinggreen, een pitch & putt baan en nog drie kleine oefenholes.
De "pro" van G&CC Geijsteren was Bertus van Mook. Hij werd 8x Nederlands kampioen. Daarna kwamen Judith van Hagen en Roel Verdonschot. Toen Judith playingpro werd, werd zij vervangen door Houcine Zioui. Roel Verdonschot en Houcine Zioui waren tot eind 2010 de pro's op de club. In november 2010 is Davey van Mulken als head professional gestart. Judith van Hagen heeft de topjeugd begeleid van 2011 tot midden 2013.
De pro's nemen tevens de jeugd onder hun hoede die het op de club steeds beter begint te doen. Zo werden er goede resultaten behaald zoals de tweede plaats van het TeamTour team op de landelijke finaledag op Golfclub Anderstein.

## NK Matchplay
In 1988 werd op initiatief van enkele professionals, maar met name van Bertus van Mook en zijn collega Martien Groenendaal, de Stichting Matchplay opgericht. Sindsdien wordt jaarlijks het NK Matchplay op zogenaamde 'Baan van Bertus' gespeeld.
Sinds 2005 is het een open toernooi geworden waaraan ook enkele amateurs mogen meedoen. Deze kunnen zich kwalificeren via een kwalificatieronde.

## Clubkampioenen
Wilbert van Mook was clubkampioen in 1978, Harold Moss in 1984, 1986, 1988, 1989, 1990 en 1991. Beiden werden later professional.